# Chrystian Ernest
Christian Ernst (ur. 18 sierpnia 1683 w Saalfeld, zm. 4 września 1745 tamże) – książę Saksonii-Coburg-Saalfeld.
Urodził się jako syn księcia Saksonii-Coburg-Saalfeld Jana Ernesta IV i jego pierwszej żony księżnej Zofii Jadwigi. Na tron wstąpił po śmierci ojca 17 lutego 1729.
18 sierpnia 1724 poślubił Christiane Friedrike von Koss. Małżeństwo to było mezaliansem. Para nie miała dzieci.
Po śmierci księcia Chrystiana Ernesta jego następcą został przyrodni brat Franciszek Jozjasz.